# Gos de rescat
Un gos de recerca i rescat és un gos entrenat per trobar persones desaparegudes després d'un desastre natural o provocat per l'home. Els gossos detecten l'olor humà i se sap que troben persones sota l'aigua, sota la neu i sota edificis ensorrats.
Els gossos, amb un sentit de l'olfacte molt més desenvolupat que l'humà, l'home té uns cinc milions de cèl·lules olfactives, el gos al voltant de dos-cents cinquanta milions són capaços de detectar l'olor d'una persona viva per les quaranta mil cèl·lules que es desprenen de la pell per minut i suren a l'aire com basses de pell. L'olor de putrefacció també els ajuda a localitzar les víctimes. Aquests són els anomenats «gossos de venteig», a diferència dels «gossos de rastreig», que s'especialitzen a trobar persones perdudes seguint el seu rastre, de vegades a partir de l'últim lloc on van ser vistes.
Però no totes les races de gos serveixen per fer tasques de rescat, segons afirma Moisés Belloch, president i fundador de l'ONG IAE (Intervenció, Ajuda i Emergències) "Val un gran ventall de races o mestissos, però solen ser tipus border collie, golden retriever, labrador retriever, pastor alemany i pastors belgues".

## Reglamentació internacional
El 1999 la Federació Cinològica Internacional crea el primer "Reglament Caní Internacional per a l'Avaluació de Gossos de Salvament" (FCI, 1999). A causa del poc interès envers aquest programa per part de la FCI i que s'havia evidenciat la necessitat de treballar de manera coordinada en l'atenció de desastres (com el terratrèmol d'Armènia el 1998) i en el marc del V Simposi Internacional per a Gossos de Salvament a Berlín (1993), un grup de guies canins rescatistes va fundar l'Organització Internacional per a Gossos de Salvament (IRO) amb seu a Àustria, que va publicar l'any 2000 el seu Reglament Internacional de Proves per a Gossos de Salvament.
El 25 de gener del 2006 ambdues institucions signen el Conveni de Cooperació (FCI/IRO Kooperationsvereinbarung 2006) on entre altres temes presenten i assumeixen els International Testing Standards for Rescue Dog Tests (FCI/IRO, 2005).
Per la seva banda l'Assemblea General de les Nacions Unides en la resolució 57/150 del 27 de febrer de 2003, numeral vuit, encoratja els Estats Membres que, amb el suport de l'Oficina de Coordinació d'Afers Humanitaris (OCHA) de la Secretaria i en col·laboració amb el Grup Consultiu Internacional (INSARAG), continuïn les iniciatives per augmentar l'eficiència i l'eficàcia de l'assistència internacional per a les operacions de cerca i salvament a zones urbanes, inclosa l'elaboració de normes comunes. És així com INSARAG comissiona IRO per desenvolupar una proposta de reglament operatiu universal per a gossos de salvament.